# Hans Rønne
Hans Stig Trappaud Rønne (ur. 30 grudnia 1887 w Albertslundzie, zm. 15 września 1951 w Kopenhadze) – duński gimnastyk, medalista olimpijski.
W 1920 r. reprezentował barwy Danii na letnich igrzyskach olimpijskich w Antwerpii, zdobywając złoty medal w ćwiczeniach wolnych drużynowo.